# Pierre Chollet-Beaufort
Pierre Chollet-Beaufort est un homme politique français né le 31 janvier 1762 à Aigueperse (Puy-de-Dôme) et décédé le 20 novembre 1803 à Paris.
Avocat au bailliage de Montpensier avant la Révolution, il est administrateur du département et est élu député du Puy-de-Dôme au Conseil des Cinq-Cents, le 26 germinal an VII. Favorable au coup d'État du 18 Brumaire, il siège au Corps législatif jusqu'en 1802.

## Sources
- « Pierre Chollet-Beaufort », dans Adolphe Robert et Gaston Cougny, Dictionnaire des parlementaires français, Edgar Bourloton, 1889-1891 [détail de l’édition]